# Pince à chiqueter

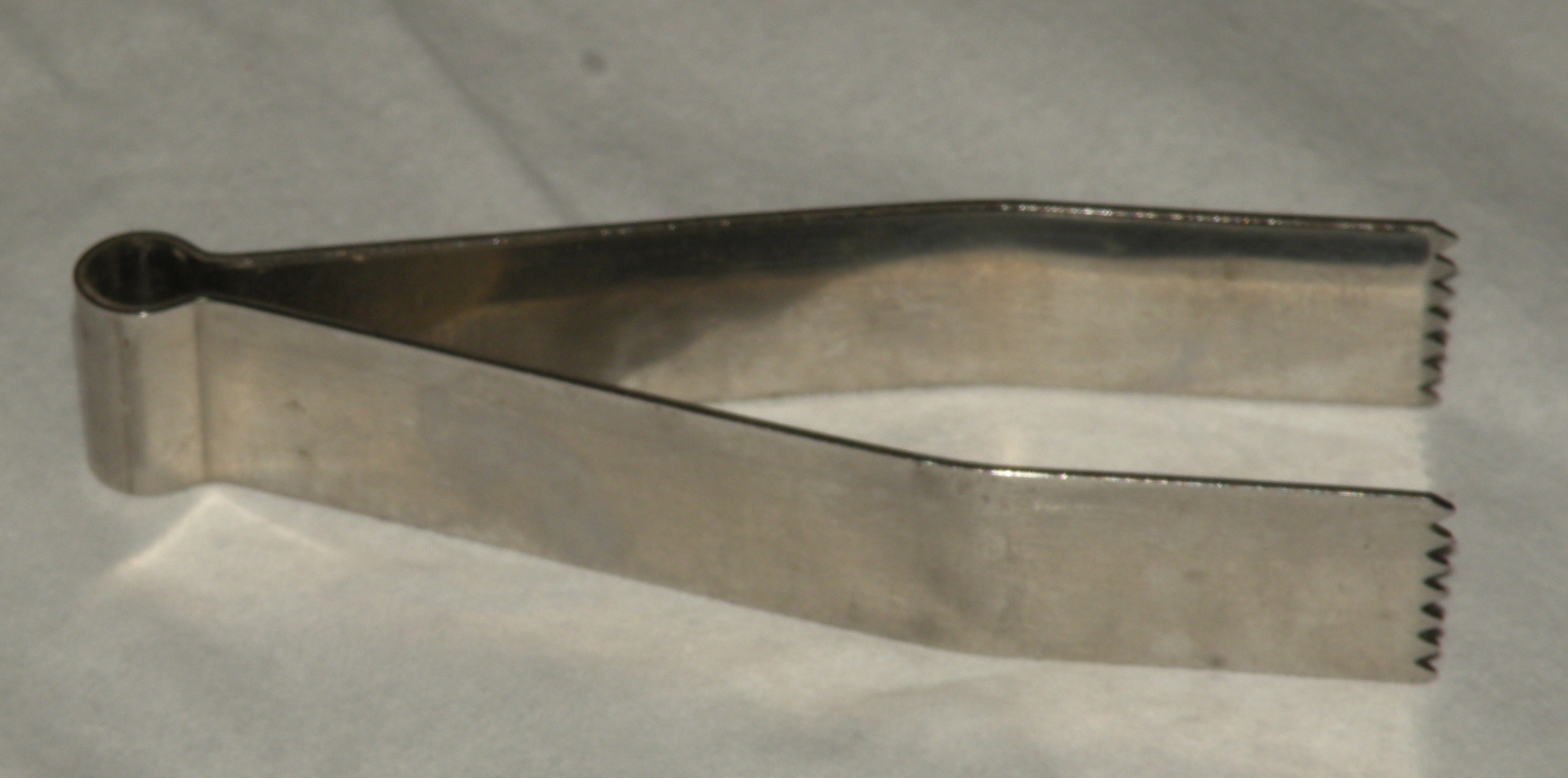
Une pince à tarte.

Une pince à chiqueter, également appelée pince à tarte, est un ustensile utilisé pour la cuisine ou la pâtisserie. 
En pâtisserie, elle sert à mettre en forme les bords d'une tarte,,, plus précisément à les torsader, ce qui est difficile à faire.
En charcuterie, on l'utilise pour pincer les bords des pâtés en croûte.